# T.A.T.u. Come Back
t.A.T.u. Come Back (Ruski:ТА ТУ КАМ БЭК) je novela ruskog političara i pisca Alekseja Mitrofanova i Anastasije Moiseeve.
Napisana je u obliku 374 poslanih SMS poruka između dvije lezbijke. Objavljena je 2006. godine na ruskom jeziku, izdavač je Eskmo.
Po knjizi je napravljen film You and I s Mischom Barton i ruskom pop grupom t.A.T.u. u glavnim ulogama.